# دون إدواردز (لاعب هوكي الجليد)
دون إدواردز هو لاعب هوكي الجليد كندي، ولد في 28 سبتمبر 1955 في هاميلتون في كندا.

## وصلات خارجية
- دون إدواردز على موقع دوري الهوكي الوطني (الإنجليزية)
- دون إدواردز على موقع قاعة مشاهير الهوكي (لاعب أن.إتش.أل) (الإنجليزية)
- دون إدواردز على موقع EliteProspects.com (الإنجليزية)
- دون إدواردز على موقع HockeyDB.com (الإنجليزية)
- دون إدواردز على موقع Hockey-Reference.com (الإنجليزية)